# 道の駅なないろ・ななえ
道の駅なないろ・ななえ（みちのえきなないろ・ななえ）は、北海道亀田郡七飯町にある国道5号の道の駅である。

## 歴史
- 2015年（平成27年）：国土交通省による「重点『道の駅』候補」選定[3]。
- 2016年（平成28年）：「七飯町道の駅 基本計画」策定[4]。
- 2017年（平成29年）：エリア内の民間活力導入事業者決定[5]。
- 2018年（平成30年）：「道の駅なないろ・ななえ」オープン[6][7]。
- 2019年（平成31年）：隣接施設「THE DANSHAKU LOUNGE」オープン[8][9]。

## 施設
七飯町の道の駅エリアにおける民間活力導入事業として公募によって設置した「THE DANSHAKU LOUNGE」は、北斗市に存在した男爵資料館から移設したジャガイモ「男爵いも」の生みの親である川田龍吉に因んだ展示物があるほか、レストランやテイクアウトコーナー、ショップがある。
- 駐車場
  - 普通車：148台（身障者用8台）
  - 大型車：23台
- セブンスリビング
  - 情報発信コーナー
  - キッズスペース
- 休憩スペース
- 峠下テラス
- 甲（こう）
- 地域交流スペース
- 土産・特産品・農産物直売所
- 事務室
- トイレ（24時間利用可能）
- 公衆電話

## アクセス

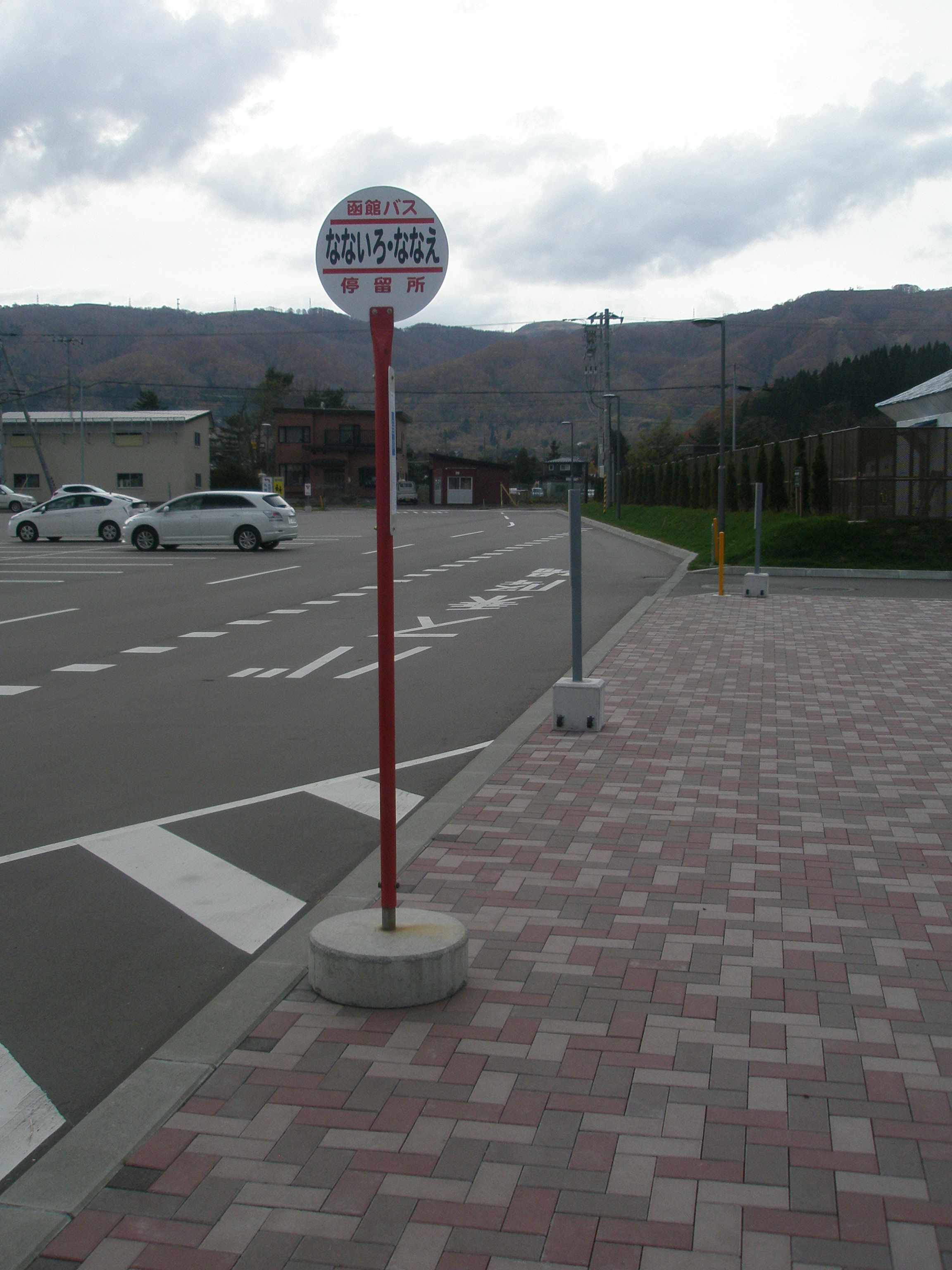
道の駅なないろ・ななえに設置された函館バス「なないろ・ななえ」停留所

国道5号・北海道道1176号新函館北斗停車場七飯線交点付近、「ラッキーピエロ峠下総本店」に近接している。
- 新函館北斗駅から車で約10分
- 大沼公園ICから車で約30分
- 函館駅から車で約40分
- 函館バス、高速はこだて号、大沼交通「道の駅なないろ・ななえ」バス停留所[13][14]